# Jørgen Søndergaard
Jørgen Søndergaard (født 18. januar 1949 på Mors) er en dansk økonom. Han er fhv. sekretariatschef for de økonomiske vismænd og administrerende direktør for SFI - Det Nationale Forskningscenter for Velfærd 1995-2013. Jørgen Søndergaard er eller har været medlem af en lang række kommissioner, heriblandt Velfærdskommissionen og Arbejdsmarkedskommissionen.
Søndergaard blev student fra Nykøbing Mors Gymnasium i 1968 og cand.oecon. fra Aarhus Universitet i 1974. Frem til 1985 arbejdede han som adjunkt og lektor ved universitetets økonomiske institut. Fra 1985 til 1991 og igen 1993-1995 var han sekretariatschef for Det Økonomiske Råd. Fra 1991 til 1993 var han leder af Socialkommissionens sekretariat. Fra 1995 til 2013 var Jørgen Søndergaard direktør for SFI - Det Nationale Forskningscenter for Velfærd.
Han har været medlem af en lang række kommissioner, bl.a. Strukturkommissionen 2002-2003, Velfærdskommissionen 2003-2005 og Arbejdsmarkedskommissionen fra 2007, hvor han er formand. Han har desuden været medlem af en række udvalg og råd, senest har han været formand for Rådet for Evaluering og Kvalitetsudvikling i Folkeskolen, der er nedsat af Undervisningsministeriet. Dertil kommer en lang række bestyrelses- og repræsentantskabsposter; fra 1992 til 2004 var han medlem af DONGs repræsentantskab, fra 2001-2003 bestyrelsesmedlem i PFA og fra 1998 til 2003 bestyrelsesmedlem i Lønmodtagernes Dyrtidsfond. Siden 2003 har han været medlem af ATPs bestyrelse.
Han er gift med Inger Marie Bruun-Vierø.